# Ghost (banda)
Ghost es una banda sueca de rock conocida por combinar la teatralidad con disfraces, el heavy metal y el arena rock. Formada en Linköping en 2006, la banda lanzó su álbum debut Opus Eponymous en 2010, que les valió reconocimiento internacional. A este le siguieron Infestissumam en 2013 y Meliora en 2015. A este le siguieron los álbumes Prequelle en 2018 e Impera en 2022. Su sexto álbum de estudio, Skeletá, se lanzó en 2025; posteriormente se convirtió en su primer álbum número uno en Billboard.
Conocidos por su presencia disfrazada en el escenario, los miembros de Ghost, a excepción del vocalista principal, son conocidos como «Nameless Ghouls». El vocalista principal ha actuado bajo el personaje de «Papa Emeritus», conocido por su imagen de «antipapa demoníaco», aunque lo ha cambiado en giras posteriores.
En 2017, se reveló que el cantante principal era Tobias Forge, después de que varios músicos que habían trabajado con él en el proyecto Ghost, iniciaran acciones legales por regalías. El sencillo «Cirice» le valió a la banda un premio Grammy a la «Mejor Interpretación de Metal en 2016», y han sido nominados a varios premios Grammis suecos.

## Historia

### 2006-11: Formación yOpus Eponymous

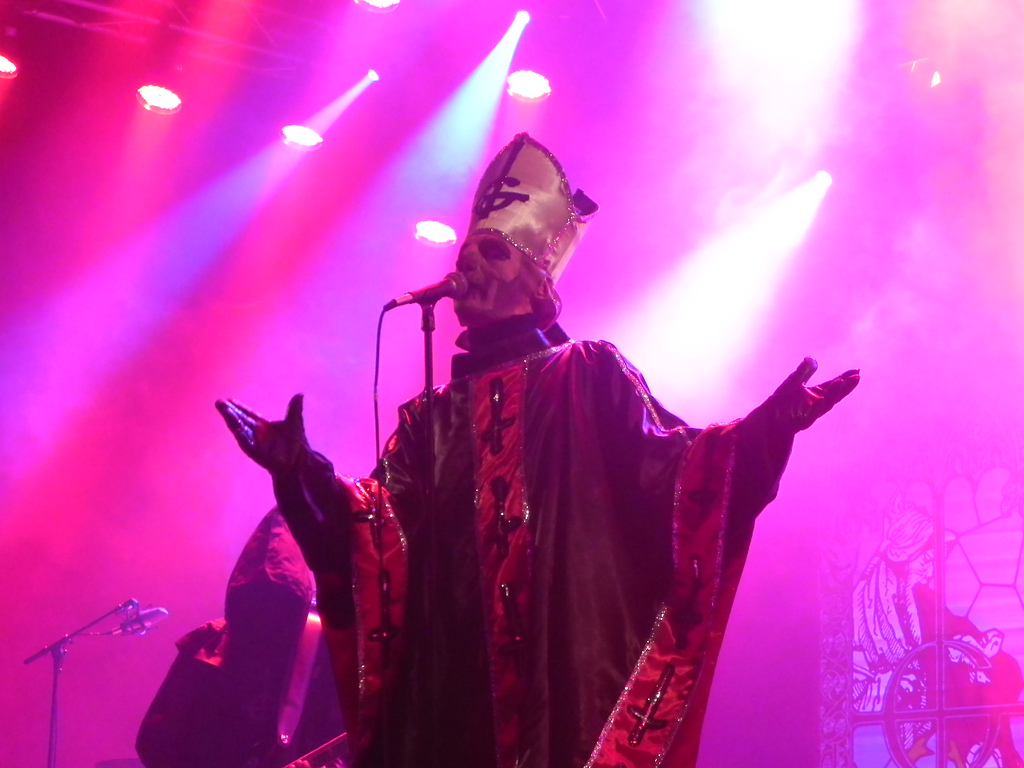
La banda actuando en el Festival de Roskilde (2011).

Ghost se formó en 2006 cuando Forge, el futuro líder, escribió la canción «Stand by Him». Forge describió el riff como el más heavy metal que jamás había creado y, al añadirle la letra, sintió que la canción pedía un enfoque satánico. Contactó a Gustaf Lindström, su excompañero de la banda Repugnant, para grabar la canción, y a principios de 2008 grabaron tres temas: «Stand by Him», «Prime Mover» y «Death Knell». Después de escuchar lo grabado, Forge pensó que no sonaba como algo que ellos dos harían, por lo que decidió que la banda debía ser anónima y tematizada, inspirada en el cine de terror y las tradiciones del metal escandinavo. Los miembros de la banda usarían túnicas con capucha negras y se llamarían Nameless Ghouls, mientras que Forge adoptaría el personaje de «Papa Emeritus», vestido con atuendos papales y una cara pintada como una calavera. Forge intentó ofrecer el puesto de vocalista principal a varios músicos, pero todos lo rechazaron, por lo que él mismo asumió ese rol. En marzo de 2010, publicó las primeras tres canciones de Ghost en MySpace, lo que generó el interés de sellos discográficos y mánagers en solo dos días.
Ghost pasó algunas semanas en un estudio en su ciudad natal, Linköping, grabando su álbum debut. En junio de 2010, lanzaron su primer sencillo, «Elizabeth». Su primer álbum, Opus Eponymous, salió el 18 de octubre de 2010 bajo el sello Rise Above Records. El disco alcanzó el puesto 50 en la lista de álbumes suecos y recibió buenas críticas, siendo nominado a «Mejor álbum de Hard Rock» en los Premios Grammis 2011. Ghost dio su primer concierto el 23 de octubre de 2010 en el festival Hammer of Doom en Wurzburgo, Alemania.
En abril de 2011, fueron teloneros de Paradise Lost en su gira Draconian Times MMXI. El 29 de mayo, debutaron en Estados Unidos en el Maryland Deathfest. En junio, tocaron en el Download Festival de Inglaterra, donde Phil Anselmo de Down se unió a ellos en el escenario. Anselmo vistió una camiseta de Ghost durante su actuación e invitó a tres miembros de la banda a unirse a él en el escenario, donde tocaron juntos «Bury Me in Smoke» de Down. En diciembre, participaron en la gira Defenders of the Faith III junto a Trivium, In Flames y otros. En enero de 2012, comenzaron su primera gira por Estados Unidos, 13 Dates of Doom. Luego, en 2012, fueron teloneros de Mastodon y Opeth en el Heritage Hunter Tour. En junio de 2012, ganaron el premio a «Mejor banda revelación» en los Metal Hammer Golden Gods.

### 2012-14:Infestissumam
En febrero de 2012, un Nameless Ghoul anunció que la banda ya había terminado de escribir su segundo álbum. En octubre, Ghost comenzó a grabar el álbum en Nashville con el productor Nick Raskulinecz. Aunque planeaban grabarlo a finales de 2012, su gira por Estados Unidos los llevó a una nueva gira justo después.Además, la banda, su mánager y Rise Above Records decidieron que el próximo álbum debería salir bajo otro sello, y Ghost firmó con Loma Vista Recordings y Republic Records.
El 15 de diciembre de 2012, Ghost se presentó en Linköping, su ciudad natal, donde estrenaron la canción «Secular Haze» y una versión de «I'm a Marionette» de ABBA. Durante el show, presentaron a Papa Emeritus II como el sucesor del primer papa. El 20 de diciembre, anunciaron que su segundo álbum, Infestissumam, saldría a principios de 2013. El 5 de febrero de 2013, anunciaron que cambiarían su nombre a Ghost B.C. en Estados Unidos por razones legales. Un Nameless Ghoul dijo, «B.C. es, obviamente, un juego de palabras para antes de Cristo (en inglés: before Christ), pero es solo una modificación. En nuestro mundo, solo vamos a ser llamados Ghost, El B.C. es mudo, y tan pronto como nos sea posible, se retirará para siempre», lo que sucedió en 2015. Entre el 23 de febrero y el 4 de marzo de 2013, realizaron una gira por Australia como parte del Soundwave Festival.

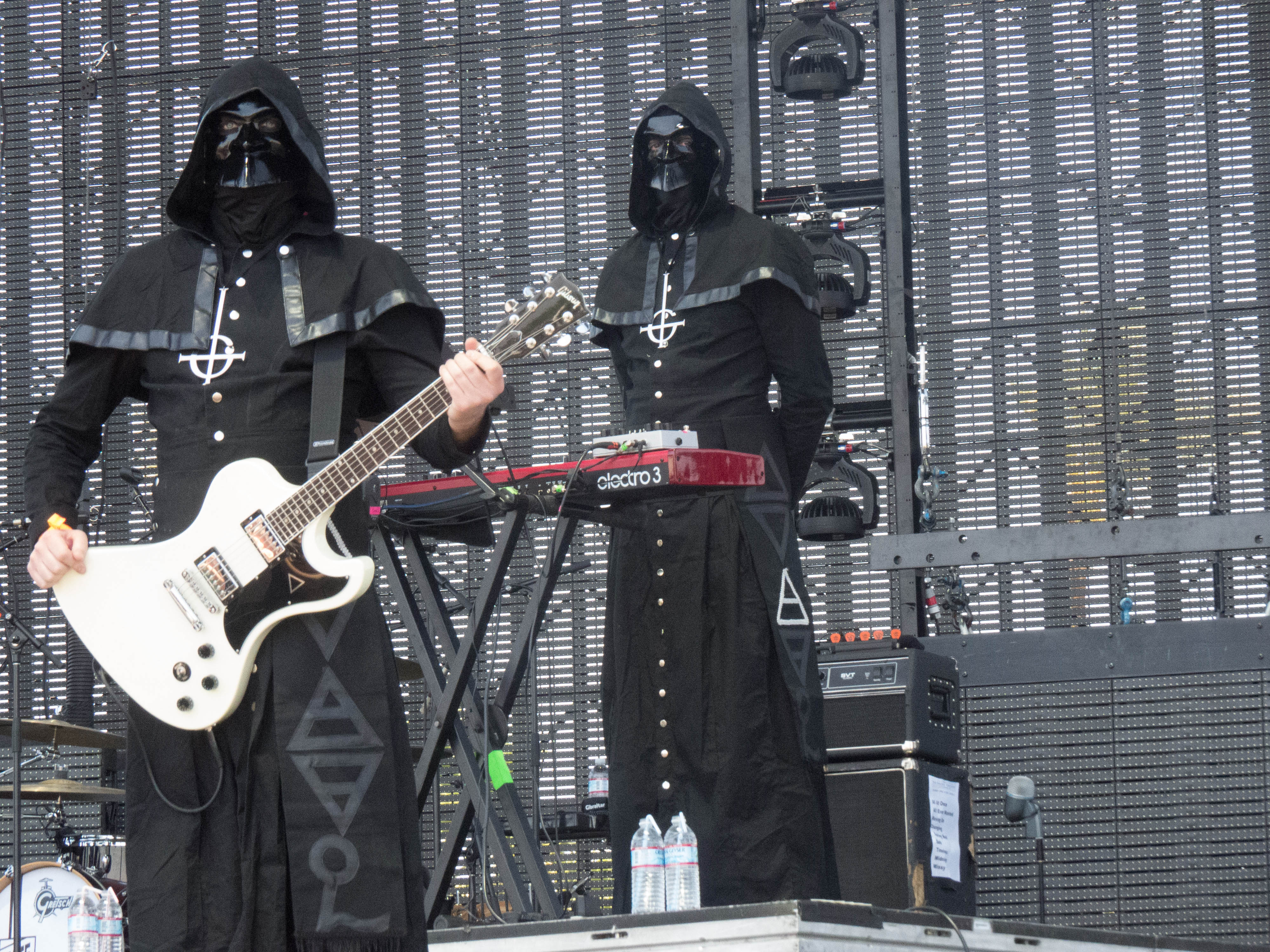
Dos Nameless Ghouls en el Festival Coachella de 2013.

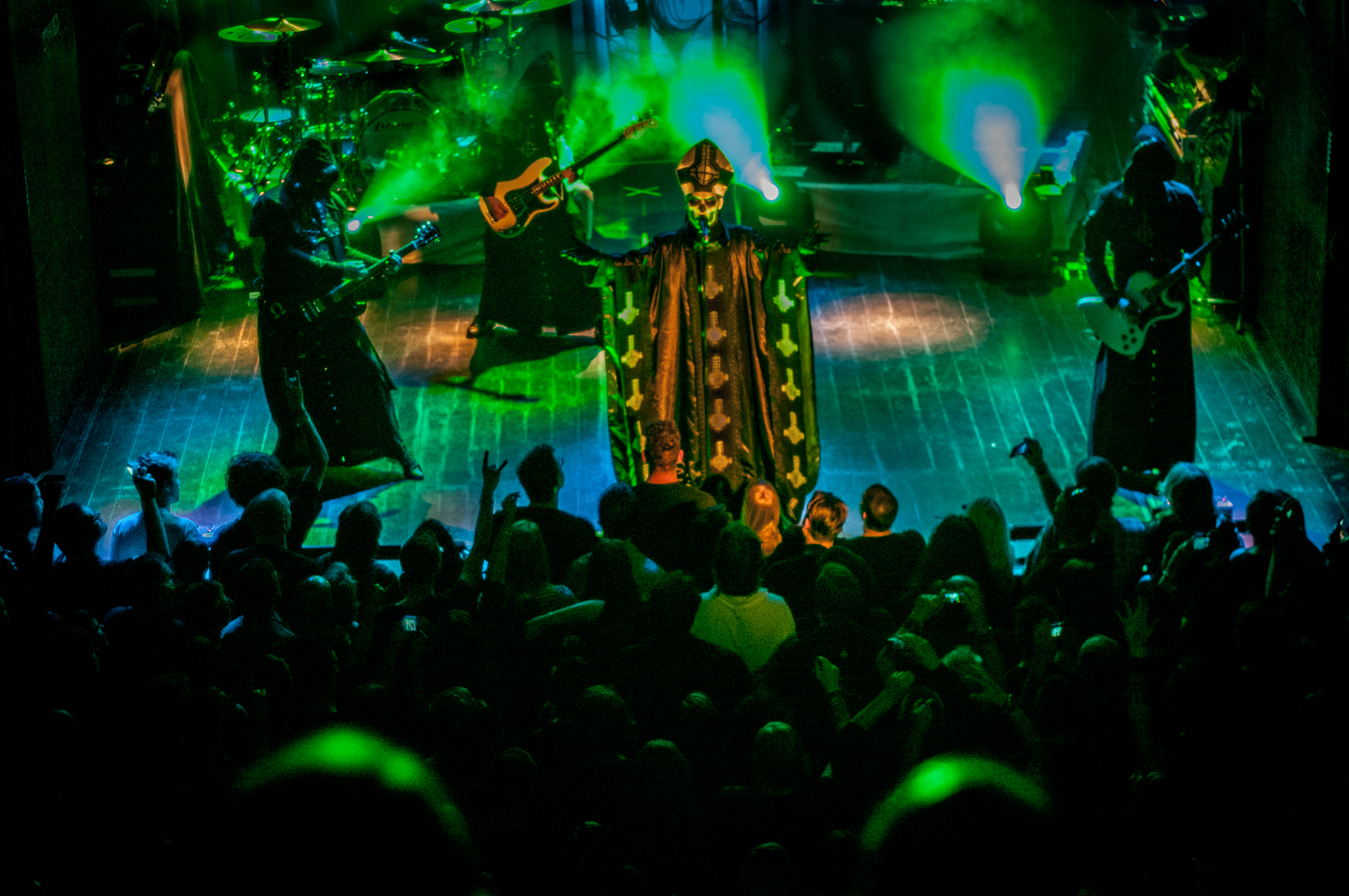
Ghost en Utrecht, 2013.

El 12 de marzo, los fanes pudieron acceder a la canción «Year Zero» si promovían a la banda en Facebook para apoyar a su líder en su intento de ser elegido Papa de la Iglesia católica. Infestissumam iba a salir el 9 de abril en Estados Unidos, pero la banda no pudo encontrar una fábrica para el CD debido a que la portada de la edición de lujo era considerada inapropiada. Finalmente, la banda usó la portada de la edición regular para la edición de lujo en Estados Unidos y cambió la fecha de lanzamiento al 16 de abril.La portada controvertida apareció en las copias europeas y en el vinilo en Estados Unidos. Infestissumam alcanzó el número uno en las listas de Suecia y fue disco de oro. Además, ganó premios como el Grammis y el P3 Guld al «Mejor álbum de Hard Rock/Metal» de 2013.
Ghost comenzó su gira Haze Over North America el 12 de abril en Coachella, y terminó el 18 de mayo. Luego, el 27 de julio, inició la gira Still Hazing over North America Tour, que continuaba la anterior, y terminó en Chicago en Lollapalooza. Después, hicieron una gira por Sudamérica como teloneros de Iron Maiden y Slayer, incluyendo Rock in Rio. En octubre, abrieron los conciertos de Avenged Sevenfold y Deftones en Estados Unidos y en noviembre, giraron por el Reino Unido junto a Alice in Chains.
El 20 de noviembre de 2013, la banda lanzó el EP If You Have Ghost, compuesto principalmente por versiones, y producido por Dave Grohl de Nirvana y Foo Fighters.
En enero de 2014, recibió seis nominaciones en los Loudwire Music Awards. Del 17 de enero al 2 de febrero, hizo una gira por Australia en el festival Big Day Out. Luego, realizó la gira Tour Zero Year 2014 en América del Norte, desde el 17 de abril hasta el 17 de mayo. En julio, Ghost se presentó en el Festival Sonisphere.

### 2015-17:Meliora
El 21 de agosto de 2015, Ghost lanzó su tercer álbum Meliora. En un anuncio en VH1 Classic, se informó que Papa Emeritus II había sido «despedido» y reemplazado por su hermano gemelo, Papa Emeritus III. La canción «Cirice» fue lanzada como descarga gratuita el 31 de mayo y ganó el Grammis a la «mejor Interpretación de metal» en 2016. Papa Emeritus III se presentó oficialmente en el debut de la banda en Linköping el 3 de junio de 2015, donde también interpretaron nuevas canciones del próximo álbum.

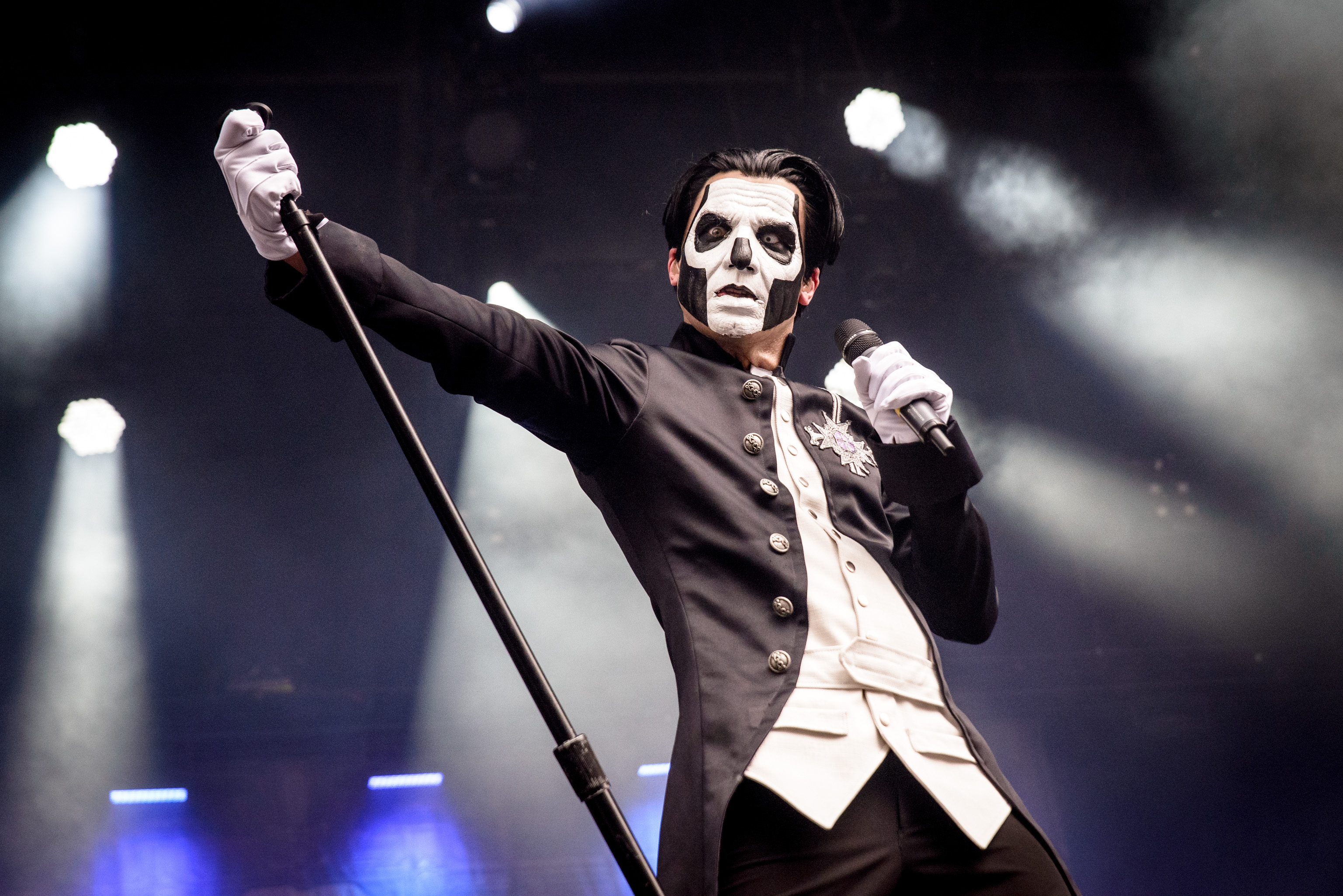
Papa Emeritus III en el Festival Rockavaria de 2016.

El álbum se promocionó en agosto con una gira acústica de cinco conciertos llamada Unholy/Unplugged en tiendas de discos de Estados Unidos. Durante esta gira, Papa Emeritus III apareció con el cabello negro peinado hacia atrás y sin su mitra, tocando junto a los guitarristas Alfa y Omega, y usando un mirlitón. Una gira por Estados Unidos titulada Black to the Future comenzó el 22 de septiembre y continuó hasta el 1 de noviembre,seguida de una gira por Europa que duró hasta el 21 de diciembre. También hubo otras giras en América del Norte en 2016.
El 12 de septiembre de 2016, la banda lanzó la canción «Square Hammer» en un programa de radio, y el 16 de septiembre lanzó el EP Popestar, junto al inicio de la gira con el mismo nombre. Fueron teloneros de Iron Maiden en su gira por Norteamérica en junio y julio de 2017. Un Nameless Ghoul mencionó que, después de la gira, comenzarían a escribir y grabar un nuevo álbum, que sería mucho más oscuro que Meliora.
A principios de 2017, Tobias Forge fue demandado por los exmiembros de Ghost, Simon Söderberg, Mauro Rubino, Martin Hjertstedt y Henrik Palm, debido a una disputa por las regalías. Los cuatro, que dejaron la banda en 2016, presentaron la demanda en Linköping, acusando a Forge de retener información financiera y pagos. Los exmiembros también dijeron que Forge estaba intentando convertir a Ghost en un proyecto en solitario con músicos contratados. Forge respondió que nunca existió una sociedad legal con ellos y que se les pagaba un salario fijo por interpretar y interpretar la imagen de la banda. Añadió que, aunque nunca lo había querido, Ghost es un proyecto en solitario que comenzó en 2006, ya que los miembros de 2016 no aparecieron en el primer disco.
El 24 de agosto de 2017, se lanzó el vídeo musical de «He is». Fue estrenado en Saint Vitus Bar en Nueva York el día anterior. La banda lanzó su primer álbum en vivo, titulado Ceremony and Devotion, digitalmente el 8 de diciembre de 2017, con un lanzamiento en físico el 19 de enero de 2018.

### 2018-21:Prequelle
El 2 de febrero de 2018, Forge concedió su primera entrevista sin estar caracterizado, donde habló sobre su vida personal y reveló detalles iniciales sobre el nuevo álbum, incluyendo los nombres de las canciones «Rats», «Faith», «Dance Macabre» y «Life Eternal». El 31 de marzo, la banda lanzó una serie web en YouTube. El primer episodio titulado «Chapter One: New Blood» presenta a Papa Nihil y un breve adelanto del «nuevo» vocalista de la banda. En el vídeo «Chapter Two - The Cardinal», se presenta a Cardinal Copia, quien es nombrado como el nuevo vocalista que rompe la «línea sanguínea» de los Papas, siendo el primero que no es Papa en liderar la banda. Esto marcó el primer lanzamiento de la banda con su «nuevo» líder, Cardinal Copia. Además, la banda dio la bienvenida a un nuevo personaje, el saxofonista Papa Nihil, ampliando Ghost a un septeto. El álbum titulado Prequelle se lanzó el 1 de junio. Una segunda canción, «Dance Macabre», fue lanzada antes del disco el 17 de mayo, para más tarde ser lanzada como el segundo sencillo del álbum. Para promocionar el álbum, Ghost comenzó la gira «Rats! on the Road» en Estados Unidos, que se desarrolló del 5 de mayo al 1 de junio. El 19 de julio de 2018 fueron teloneros de Guns N' Roses en Oslo, Noruega.

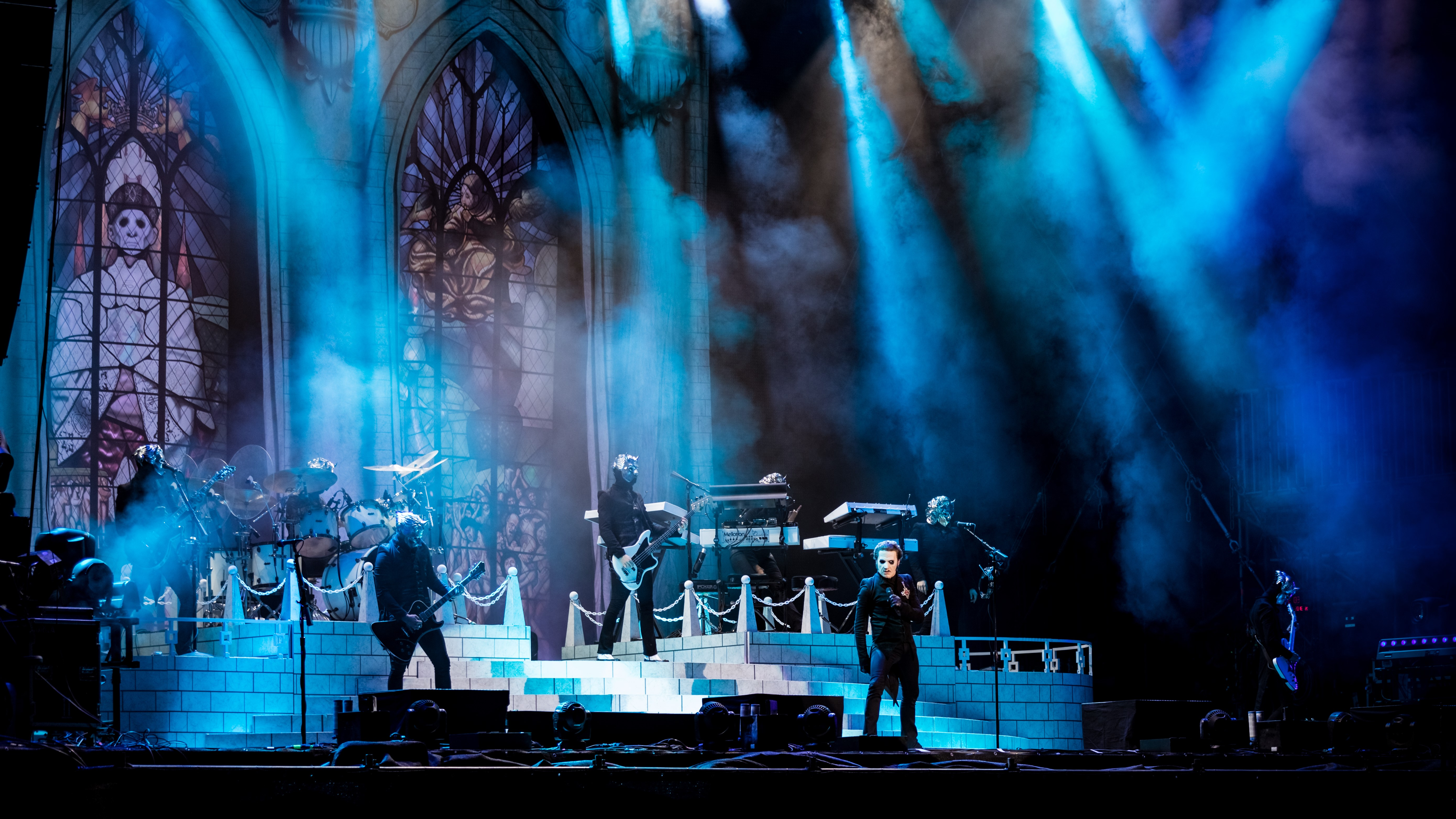
Ghost durante una actuación en 2018, con Cardinal Copia al frente.

Ghost comenzó la gira «A Pale Tour Named Death» en el Royal Albert Hall de Londres el 9 de septiembre de 2018. Una gira norteamericana con el mismo nombre comenzó en otoño de ese mismo año incluyendo dos conciertos en estadios en Los Ángeles y en Nueva York. El 10 de septiembre de 2018 se anunció una gira europea con el mismo nombre para principios de 2019. Más tarde, Ghost fueron anunciados como teloneros del WorldWired Tour de Metallica de mayo a agosto de 2019. El 1 de abril de 2019 se anunció una segunda gira por América del Norte, con el grupo Nothing More como teloneros. El 8 de julio se anunció una gira europea a finales de 2019 con All Them Witches y Tribulation teloneando.
Ghost lanzó el sencillo «Kiss the Go-Goat» el 11 de septiembre de 2019. El tema está incluido, junto a «Mary on a Cross», en el disco vinilo de siete pulgadas Seven Inches of Satanic Panic. En una entrevista en el mismo mes, Ghost confirmó que, aparte de un concierto en México el 3 de marzo de 2020, no realizarían más giras durante el próximo año ya que estaban trabajando en un nuevo álbum de estudio que estaba previsto para ser lanzado a principios de 2021.
El 8 de octubre de 2020, Ghost confirmó que lanzaría su quinto álbum de estudio durante el invierno de 2020. Había programada una gira para marzo de 2021, pero se pospuso para el otoño de 2021 debido a la pandemia de COVID-19. En el mismo día, la banda recibió el Premio de Exportación Musical de 2019 del gobierno de Suecia. El 21 de octubre, Ghost anunció que iniciarían con las grabaciones de su nuevo disco en enero de 2021, previsto para publicarlo a fines de ese año. Ghost anunció en su página de Facebook el 30 de diciembre que estaban preparando «varias grandes cosas» para el 2021, insinuando nuevas canciones y presentaciones en vivo.
Papa Emeritus IV hizo su debut público en el programa de televisión sueco På spåret el 22 de enero de 2021, uniéndose a The Hellacopters para interpretar un cover de «Sympathy for the Devil» de los Rolling Stones. Posteriormente, Ghost lanzó el videoclip de «Life Eternal» el 3 de marzo, que mostraba imágenes en vivo del concierto en México del año anterior. Ghost se convirtió en un artista destacado en el álbum tributo de Metallica, The Metallica Blacklist, lanzado el 10 de septiembre, interpretando «Enter Sandman». El 26 de septiembre, la banda comenzó una transmisión en vivo en YouTube, originalmente solo accesible a través de su sitio web oficial, pero más tarde se hizo pública en la plataforma. La transmisión consistía en un vídeo de unos 30 segundos que se repetía, revelando fragmentos de un vídeo hasta entonces desconocido a medida que pasaban los días. El 30 de septiembre, la banda lanzó un nuevo sencillo y videoclip titulado «Hunter's Moon», revelando también que la canción formaría parte de la banda sonora de la película Halloween Kills.

### 2022-presente:Impera
El 20 de enero de 2022, Ghost lanzó la canción «Call Me Little Sunshine» en su canal de YouTube, y junto con la canción anunciaron su próximo álbum de estudio llamado Impera, el cual fue lanzado el 11 de marzo. La carátula del álbum hace referencia a Aleister Crowley, un famoso ocultista inglés conocido por fundar la doctrina Thelema. En entrevistas, Tobias Forge mencionó que la temática del álbum trataría sobre la ascensión y caída de imperios. El 25 de febrero, la banda comenzó una gira conjunta con la banda danesa Volbeat, acompañados por Twin Temple como acto de apertura. Durante esta gira, Ghost estrenó la nueva canción «Kaisarion», la cual fue lanzada junto con el álbum en marzo.
El 8 de marzo, la banda anunció su patrocinio con Chevrolet Camaro SS No. 4 de JD Motorsports, conducido por Bayley Currey en la carrera de la NASCAR Xfinity Series del 12 de marzo en Phoenix Raceway. Más tarde, Ghost hizo una aparición en el programa Jimmy Kimmel Live! para interpretar «Call Me Little Sunshine», la cual había sido pospuesta previamente debido a compromisos de la gira. El 27 de julio, la banda estrenó un videoclip para el cuarto sencillo de su último disco, «Spillways», el cual fue relanzado en enero de 2023 con Joe Elliott como invitado especial. Elliott llegó a mencionar que Impera fue su álbum favorito durante algunas semanas tras su lanzamiento, incluso citando una de las canciones como ejemplo.
Ghost dio inicio a la gira «Imperatour» en los Estados Unidos entre enero y marzo, compartiendo liderazgo con Volbeat y Twin Temple. Posteriormente, el 23 de noviembre, Ghost anunció una gira europea bajo el mismo nombre, donde Uncle Acid & the Deadbeats y Twin Temple se unieron como actos de apertura. Ghost fue cabeza de cartel en el Hellfest en Clisson, Francia, el 18 de junio. El 17 de mayo, la banda anunció la segunda fase de su gira por Norteamérica con Mastodon y Spiritbox como bandas de apertura. En una entrevista el 12 de septiembre, Forge confirmó que realizarían más giras en 2023, y más tarde reveló planes para presentarse por Asia y Oceanía, además de confirmar que estaba trabajando en el próximo disco.
El 13 de febrero de 2023, la banda anunció una próxima gira por Estados Unidos entre agosto y septiembre, contando con la participación especial de Amon Amarth. El 1 de febrero, Ghost montó temporalmente una exposición de archivos en Los Ángeles para celebrar la «era de 1969» de la banda, exhibiendo objetos de Papa Nihil y otros elementos de aquel período. Tras la publicación del capítulo 16 de la serie web de la banda, surgieron especulaciones sobre la posibilidad de que Papa Emeritus IV fuera «asesinado» al finalizar el «Imperatour», tras el anuncio de una segunda presentación en el Kia Forum en Inglewood. El 4 de abril, se anunció una etapa sudamericana, marcando la primera vez que la banda realizaría actuaciones en Brasil y Argentina, tras informes que sugerían que Ghost lanzaría nueva música antes de su segunda etapa europea en el «Imperatour». Antes de su segunda etapa por Europa, la banda anunció su cuarto EP, Phantomime, que incluye cinco versiones de canciones de Television, Genesis, The Stranglers, Iron Maiden y Tina Turner. El lanzamiento del EP fue precedido por el lanzamiento de los sencillos «Jesus He Knows Me», que incluía un videoclip, y «Phantom Of The Opera». El EP estaba originalmente programado para lanzarse el 18 de mayo de 2023, pero se retrasó hasta el 19 de mayo. Posteriormente, Ghost colaboró con el actor Patrick Wilson para lanzar un sencillo de su versión de «Stay» de Shakespears Sister, el cual se lanzó el 7 de julio y formó parte de la banda sonora de la película Insidious: The Red Door.
El 7 de septiembre, la banda obtuvo su primera certificación de platino por el sencillo «Mary On A Cross» de su EP Seven Inches of Satanic Panic. Después de sus actuaciones en América del Sur, la banda concluyó el «Imperatour» en octubre con tres conciertos en Australia, y la presentación en Brisbane el 7 de octubre marcó el último espectáculo con Papa Emeritus IV. Forge anunció más tarde, el 11 de octubre, que se estaba trabajando en una película de Ghost, confirmando que las presentaciones en Inglewood en septiembre fueron filmadas.
El 1 de diciembre, Ghost lanzó la compilación 13 Commandments. Este lanzamiento incluyó la disponibilidad mundial de la canción «Zenith» a través de plataformas de streaming, anteriormente exclusiva de la edición redux del álbum Meliora en formatos físicos. El 9 de diciembre, en una entrevista con Metal Hammer, Forge confirmó que había comenzado a trabajar en el próximo álbum de estudio y que ya había escrito varias canciones.

## Miembros
- Tobias Forge: voz, guitarra, bajo, teclado, kazoo (2008-presente)
  - Papa Emeritus I: voz (2010-2012)
  - Papa Emeritus II: voz (2012-2015)
  - Papa Emeritus III: voz (2015-2017)
  - Cardinal Copia: voz (2018-2020)
  - Papa Emeritus IV: voz (2020-2023)
  - Papa V Perpetua: voz (2025-presente

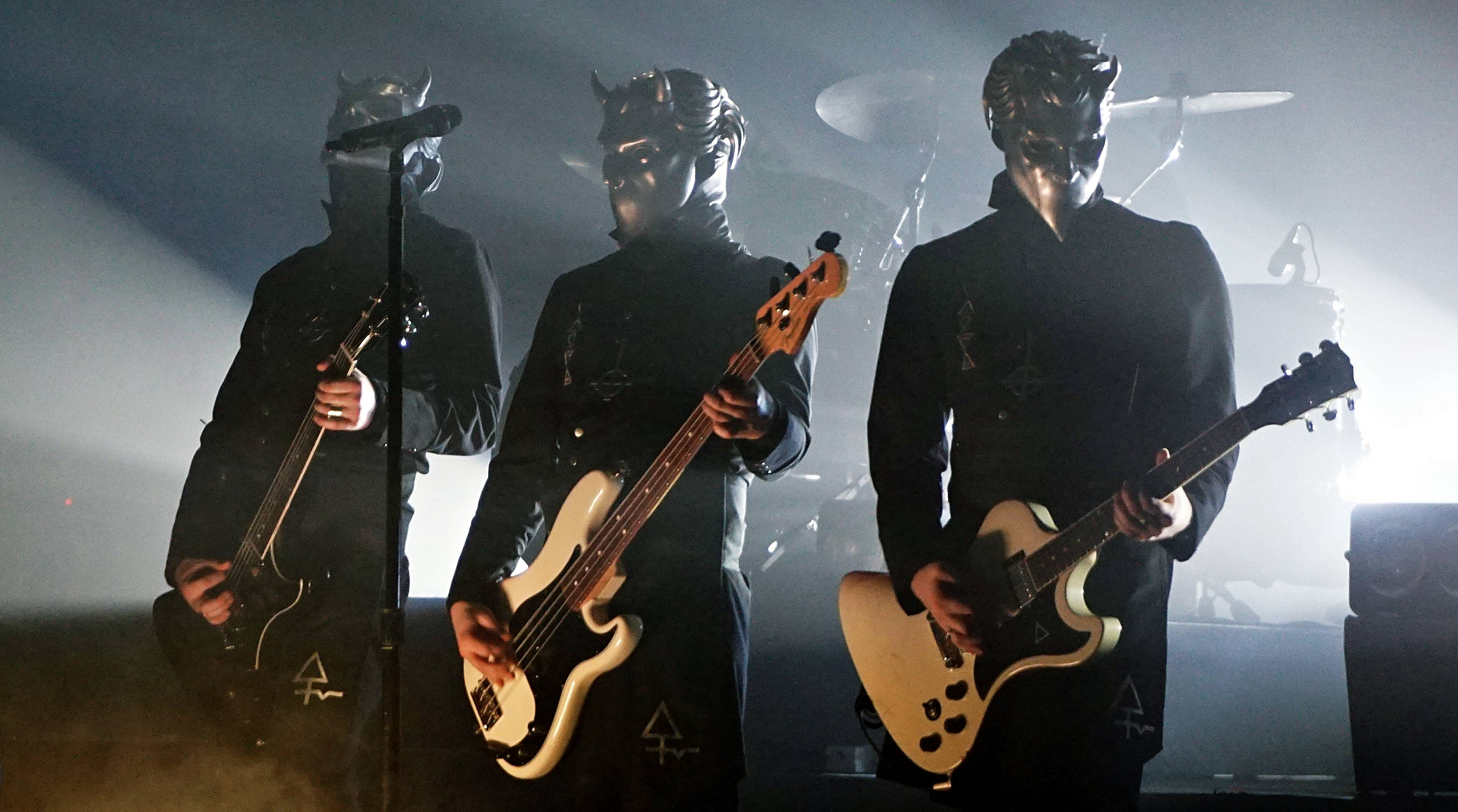
Tres Nameless Ghouls en 2015.

- Nameless Ghouls (Guls sin nombre): todos los instrumentistas:
  -  (Fuego) Guitarra líder
  -  (Agua) Bajo
  -  (Aire) Teclado
  -  (Tierra) Batería
  -  (Éter o Quintaesencia) Guitarra rítmica

Los seis miembros de Ghost imitan a la Iglesia católica pero han invertido la imagen para rendir culto a Satanás en lugar de a la Santísima Trinidad. Los Nameless Ghouls representan cada uno de los cinco elementos: fuego, agua, aire, tierra y éter (también conocido como quintaesencia), y llevan su respectivo símbolo alquímico en su traje. Con la nueva indumentaria de Meliora cada Nameless Ghoul tiene los cinco elementos en la parte derecha de sus ropas, y el elemento que representa ese Ghoul está destacado para mostrar la identidad del miembro. En 2018, la banda se amplió para incluir a un tercer guitarrista, dos tecladistas a las que se hace referencia como las Ghoulettes y Papa Nihil en el saxofón.

### Papa Emeritus
El vocalista del grupo encarna a la «mascota» de la banda, un sacerdote satánico conocido como Papa Emeritus. Ha habido cuatro personajes diferentes que toman el nombre de Papa Emeritus. El primero le dio la bienvenida al segundo Papa Emeritus el 12 de diciembre de 2012 en Linköping. El 3 de junio de 2015, Papa Emeritus II dio la bienvenida a su hermano menor como el nuevo Papa Emeritus en Linköping después de ser «despedido» por no cumplir con su deber de derrocar gobiernos e iglesias. Se declaró que Papa Emeritus II y Papa Emeritus III solo tenían una diferencia de edad de tres meses. El 30 de septiembre de 2017, durante un concierto en Gotemburgo, Papa Emeritus III fue arrastrado fuera del escenario por dos hombres, que luego escoltaron a un nuevo personaje, Papa Emeritus 0, al escenario para presentar el próximo capítulo de la banda. Papa Emeritus 0 es retratado como significativamente más viejo que los Papas anteriores, haciendo uso de un andador y un tanque de oxígeno mientras camina en el escenario. El 19 de enero de 2018, la banda compartió un video donde se presentaba un nuevo personaje, insinuado como Papa Emeritus IV, escuchando Ceremony and Devotion en una cinta de 8 pistas mientras critica las habilidades vocales de Papa Emeritus III. La cara del personaje está oculta, pero se muestra que usa vestimentas rojas similares a las de un cardenal. Todas las versiones de Papa Emeritus son en realidad el mismo vocalista.
Actualmente Cardinal Copia es el personaje nombrado Papa IV desde el 3 de marzo de 2020.
Peter Hällje, excompañero de banda del exmiembro de Ghost Martin Persner, afirmó que diseñó el personaje Papa Emeritus en 2005, antes de la formación de Ghost. Hällje nunca actuó como Papa Emeritus y acordó con Persner que le permitiera usar el personaje para su entonces nueva banda. Esto fue confirmado más tarde por Forge.

### Copia

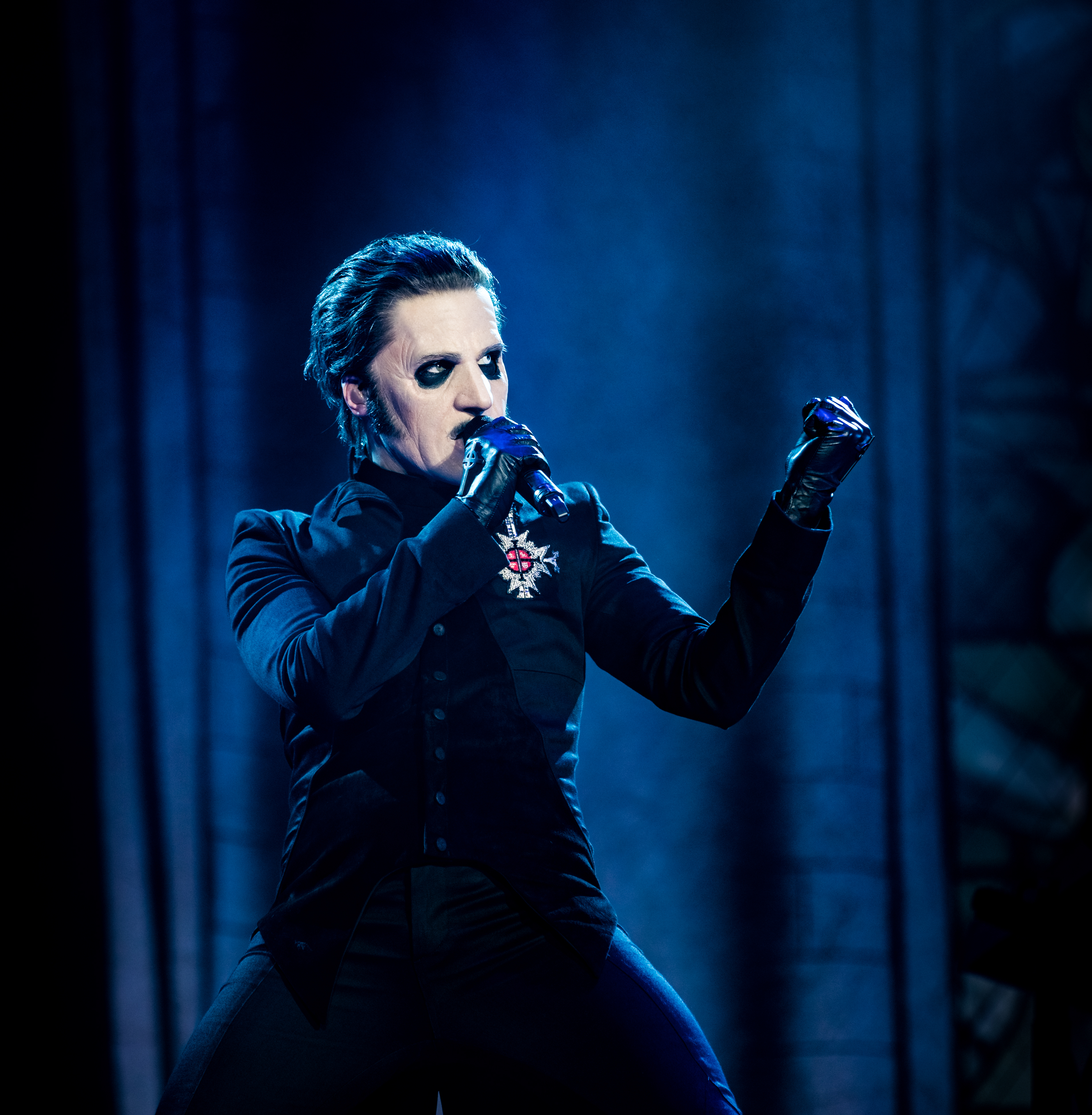
Cardinal Copia en una actuación en 2018.

En abril de 2018, se reveló que el «nuevo líder» de Ghost sería el Cardinal Copia, quien hizo su debut en vivo con el grupo en un concierto acústico privado el 6 de abril. Él no es parte del linaje de Papa Emeritus. Forge describió la situación como en Star Wars: «Siempre hay dos, maestro y aprendiz... Y si hace bien su trabajo, entonces puede ganarse la pintura de la cara».
En la promoción de su gira por Estados Unidos en 2018, un video mostró que los tres Papa Emeritus habían sido asesinados y sus cuerpos embalsamados. En una entrevista al mes siguiente, Forge declaró que, a diferencia de los anteriores líderes de Ghost, se planea que Cardinal Copia esté en la banda unos cinco años. La banda también dio la bienvenida a Papa Nihil, el primer miembro de la banda además de Forge en recibir un nombre. Originalmente presentado como Papa Emeritus Zero, Nihil es el antepasado de todos los personajes anteriores de Papa Emeritus, y después de las "muertes" de sus descendientes, el único sobreviviente del linaje Papa Emeritus que conocemos.
Actualmente Copia es el Papa Emeritus IV. Nombrado oficialmente en el último concierto de la gira del disco Prequelle, «A Pale Tour Named Death», el 3 de marzo de 2020 en Ciudad de México.

### Identidades
El anonimato es una de las características más importantes de Ghost, los miembros no han revelado públicamente sus nombres, y los cinco instrumentistas del grupo solo se conocen como Nameless Ghouls. En las firmas de autógrafos, los Nameless Ghouls firman dibujando su símbolo alquímico individual, mientras que Papa Emeritus firma con su nombre o con las iniciales «P.E.» Uno de los Ghoul dijo que la idea de que los miembros de la banda permanecen en el anonimato para llamar la atención es una idea errónea, y que la intención era eliminar sus personalidades para permitir a la audiencia centrarse en la obra en sí misma. También dijo, «Si la música no hubiese estado rockeando, no creo que la gente se hubiera vuelto loca por nuestro aspecto». En 2011, un Nameless Ghoul dijo, «A menudo nos confunden con roadies, lo cual es útil. Casi nos han echado de los sitios donde hemos tocado. Olvidar nuestro pase detrás del escenario es un gran problema». A comienzos de 2012, un miembro de la banda dijo que disfrutaba siendo individual y que fácilmente podía «salir de la burbuja» cuando quisiera. En mayo de 2013, un Ghoul reveló que habían comenzado a revelar su identidad en el grupo a sus amigos locales y su familia para «evitar conflictos en casa».
En agosto de 2013, en una entrevista con Jack Osbourne para Fuse News, un miembro de la banda dijo que Dave Grohl se había vestido como un Nameless Ghoul y había actuado en secreto con Ghost. En abril de 2014, un Ghoul reveló que el grupo ha tenido varios cambios de miembros a lo largo de los años.
Se rumoreó que la Sociedad Sueca de Autores, Compositores y Editores de Música tenía a Forge, vocalista de las bandas suecas Subvision y Repugnant, y antiguo guitarrista de Crashdïet (bajo el alias de Mary Goore en los últimos dos), acreditado con canciones como «A Ghoul Writer». En la base de datos de la Asociación Estadounidense de Compositores, Autores y Editores, al ser ingresado el nombre de Tobias Forge en su cuadro de búsqueda, mostró todas las canciones originales de Ghost (aunque muchas de las pistas usan su seudónimo en la base de datos). En ese momento, Ghost declaró que no harían comentarios sobre los rumores de sus identidades.
El 3 de marzo de 2017, el guitarrista sueco Martin Persner, compartía un vídeo en el que afirmaba que había sido guitarrista de Ghost durante siete años, de 2009 a 2016, bajo el seudónimo «Omega». Unos meses antes del anuncio de Persner, la banda reclutó a una nueva bajista, de la que se sospechó que podía ser la bajista de Lez Zeppelin, Megan Thomas, más tarde confirmado por Forge. Una demanda contra Forge en abril de 2017 en nombre de cuatro miembros anteriores reveló sus nombres, así como los nombres de varios miembros anteriores más. Además confirmando la identidad de Forge como Papa Emeritus. Cuando se le preguntó sobre el cambio completo de la alineación a finales de 2016, Forge dijo que Ghost «siempre fue una especie de... supongo que era un tipo de banda como Bathory, donde había gente tocando en vivo, y la gente tocando en vivo no era necesariamente la misma que tocó en las grabaciones». La demanda fue desestimada por el tribunal el 17 de octubre de 2018.
Miembros actuales conocidos
- Per Eriksson: guitarra líder, también conocido como Sodo (Fuego) (2017-presente)
- Randy Moore: guitarra rítmica, Phantom (Quintaesencia) (2023–presente)
- Cos Sylvan: bajo, Rain (Agua) (2018-presente)
- Hayden Scott: batería, Mountain (Tierra) (2017-presente)
- Jutty Taylor: guitarra barítono, voces de respaldo, Swiss/Multi (2018-presente)
- Laura Scarborough: teclado, voces de respaldo, Cirrus (Aire) (2018-presente)
- Gabriela Gunčíková: tecladista, voces de respaldo, Cumulus (Aire) (2025-presente)
- Olivia Morreale: vocalista de respaldo, Aurora (2023-presente)

Antiguos miembros conocidos
- Martin Persner: guitarra rítmica (2010-2016)
- Simon Söderberg: guitarra líder (Fuego) (2010-2016)[54]
- Mauro Rubino: teclado (Aire) (2011-2016)[54]
- Martin Hjertstedt: batería (Tierra) (2014-2016)[54]
- Henrik Palm: guitarra rítmica (Éter) (2016); Bajo (Agua) (2015-2016)[54]
- Gustaf Lindström: bajo (Agua) (2010-2011)[135]
- Aksel Holmgren: batería (Tierra) (2010-2014)[135]
- Rikard Ottoson: bajo (Agua) (2011-2014)[135]
- Linton Rubino: bajo (Agua) (2014-2015)[135]
- Cal Catawnee: guitarra (tierra) small|(2011-2014)}}[135]
- Megan Thomas: bajo (Agua) (2016)[135]
- Mad Galica: tecladista, voces de respaldo, Cumulus (Aire) (2018-2025)

En 2019, Tobias decidió dar su primera entrevista sin máscaras ni pelucas ni disfraces llamativos en el programa televisivo Quotidien del canal franco-monegasco TMC. En él habló sobre sus inicios musicales, los inicios de la banda y sus primeras apariciones como Tobias Forge y no como Papa Emeritus o Cardinal Copia.

## Estilo musical
La música de Ghost ha sido categorizada en varios géneros, aunque los críticos usualmente lo clasifican como heavy metal, doom metal, hard rock, y menos comúnmente como rock progresivo y rock psicodélico. Adrien Begrand de PopMatters afirmó que Ghost hace recordar a «el sonido de la joven Black Sabbath, Pentagram, y Judas Priest, al igual que al rock progresivo y psicodélico de fines de los 60». Hablándole a Noisey.com, un Nameless Ghoul describió a Ghost como una banda de black metal en el sentido tradicional, pero dijo que probablemente no encajarían en las normas del black metal actual. Este Nameless Ghoul describió a Ghost como una mezcla entre el pop y el black metal. Por otra parte, la banda es frecuentemente comparada con Blue Öyster Cult y Mercyful Fate.
En otra entrevista, un Nameless Ghoul dijo que ellos eran influenciados por «todo que esté en un rango desde el rock clásico hasta las bandas más extremas de metal del bajo mundo de los 80 y desde bandas sonoras de películas hasta la grandeza de la emocional música armónica.» Otro miembro de la banda dijo que el black metal sueco y escandinavo de los noventa juega un mayor papel en sus influencias, y también dijo que cada miembro de la banda vino de un entorno de metal diferente. Sin embargo, la banda ha fijado varias veces que ellos no apuntan a ser una banda de metal. Para su segundo álbum, Ghost eligió un estilo de composición más diverso; un miembro dijo, «intentamos deliberadamente que cada canción tenga su propia firma». Solo dos miembros actualmente escriben las canciones; el vocalista Papa Emeritus no es uno de ellos. Los escritores pueden componer un contorno de canciones antes de que la instrumentación sea unida así que suena como un grupo, en lugar de ser dominado por la guitarra.
Sus letras son descaradamente satánicas; un Ghoul dijo, «el primer álbum trata sobre la próxima llegada del Demonio, hablando mucho en términos bíblicos, algo como que la Iglesia diga que el Día del Juicio Final se acerca. Infestissumam es acerca de la presencia del Demonio y el Anticristo». Sin embargo, la banda ha dicho varias veces que su imagen es todo como la lengua en la mejilla, citando que «no tenemos una agenda. Somos un grupo de entretenimiento». Infestissumam también trata de «cómo la gente le refiere a una deidad o un Dios, temas como la submisión y la superstición, los horrores de ser religioso». Adicionalmente, un Nameless Ghoul dijo que el segundo álbum es acerca de «como la humanidad (predominantemente hombres) han considerado ser la presencia del Demonio, a través de la historia e incluso hoy día. Y eso es porque el álbum está cargado con temas sexuales y femeninos. Eso es básicamente todo, la inquisición fue básicamente hombres acusando mujeres de ser el Demonio solo porque ellos tenían una erección por ellas». La teatrilidad del grupo está influenciada por Kiss, David Bowie y Alice Cooper, pero un miembro dijo que eran más influenciados por Pink Floyd.

## Controversia
La temática satánica de Ghost ha sido problemático para el grupo, especialmente en los Estados Unidos. Durante la grabación de Infestissumam en Nashville, Tennessee, la banda no podía encontrar coristas que aceptaran cantar sus letras, eso los obligó a grabar parte del disco en Hollywood. El grupo fue incapaz de conseguir un fabricante para el disco en los Estados Unidos debido al contenido sexual en la portada, lo cual resultó en un retraso en el lanzamiento del álbum. Cuando un entrevistador dijo que la música de la banda se había hecho más «accesible» y que estaban siendo aceptados en la corriente principal de Estados Unidos, un Nameless Ghoul dijo que en Norteamérica su música había sido prohibida en la mayoría de las tiendas de discos, la mayoría de los programas de televisión y las estaciones de radio más comerciales. Él dijo, «entonces, sí, la corriente principal de América está absolutamente dándonos la bienvenida con las piernas abiertas». En una entrevista con Loudwire en octubre de 2015, un miembro de la banda dijo que a partir del 2015, los Estados Unidos han comenzado a aceptar más su música y su apariencia, siendo más evidencia su apariencia como los músicos invitados principales en The Late Show with Stephen Colbert el 30 de octubre de 2015, durante un episodio con temática Halloween. Esta fue la primera aparición en vivo de Ghost en los Estados Unidos.
Un restaurante con temática heavy metal en Chicago llamado Kuma's Corner añadió a su menú una hamburguesa llamada The Ghost en tributo a la banda. Su receta incluye paletilla de cabra, reducción de vino tinto y una hostia. La hamburguesa ha sido considerada «de mal gusto» por la mayoría de las instituciones católicas, quienes demandaban que la quiten del menú. El dueño del restaurante se negó, y afirmó que la hamburguesa era bastante popular y bastante sabrosa.

## Discografía
Álbumes de estudio
- 2010: Opus Eponymous
- 2013: Infestissumam
- 2015: Meliora
- 2018: Prequelle
- 2022: Impera
- 2025: Skeletá

EPs
- 2013: If You Have Ghost
- 2016: Popestar
- 2019: Seven Inches of Satanic Panic
- 2023: Phantomime

## Giras
- 2012: Heritage Hunter Tour
- 2016-17: Popestar Tour
- 2018-20: A Pale Tour Named Death
- 2022: Imperatour
- 2023: Re-Imperatour
- 2025: Skeletour